# Ренесансна архітектура
Ренесансна архітектура — період розвитку архітектури в європейських країнах з початку XV до початку XVII століття, в загальному перебігу Ренесансу та розвитку основ духовної і матеріальної культури Стародавньої Греції і Риму. Цей період є переломним моментом в історії західноєвропейської архітектури, особливо по відношенню до попереднього архітектурного стилю, до готики. Готика, на відміну від архітектури Відродження, шукала натхнення у власній інтерпретації мистецтва стародавнього Риму.

## Загальна характеристика
Особливе значення в цьому напрямку надається формам античної архітектури, а це — симетрія, пропорціонування, геометрії і порядку складових частин, про що наочно свідчать випадково збережені зразки давньоримської архітектури. Складна пропорція середньовічних будівель змінюється впорядкованим розташуванням колон, пілястр і одвірок, на зміну несиметричним контурам приходить півколо арки, півсфера купола, ніші, едікули. Архітектура знову стає ордерною (втраченою в архітектурі Візантійської імперії), як то було в добу античності.
Розвиток архітектури Відродження обумовив нововведення у використанні будівельних технік і матеріалів, до розвитку архітектурної лексики. Важливо відзначити, що рух відродження характеризується відходом від анонімності ремісників і появою персонального стилю у архітекторів. Насправді, і романські, і готичні споруди вже мали риси індивідуальної манери майстрів, що їх проєктували і будували. Але настанова працювати для Бога, котрий все бачить і все знає, обумовила масову відмову майстрів і будівельників від підписів під власними творіннями (імена середньовічних майстрів заносили в літописи надто рідко і знайдені в архівах лише через століття). Тоді як твори доби Відродження, навіть невеликі будівлі або просто проєкти, були акуратно задокументовані з моментів самої своєї появи. Майстри Відродження також працюють для Бога, а також і для власної слави, що обумовило повертання підписів в творчість.
Першим представником цього напряму можна назвати Філіппо Брунеллескі, котрий працював у Флоренції, в місті Тоскані, де розпочався напрям відродження античності. Потім воно поширилося в інші італійські міста, а також в країни за Альпами — Францію, Німеччину, Англію, Польщу і Україну в її складі та небагате коло інших західноєвропейських країни. Низка країн Азії і Африки ніколи не проходили етапу відродження (особливо мусульманські і азійські) серед них Росія (тоді Московія), Монголія, Китай, Японія, Індія, колонії в Америці.

## Термінологія
Слово «ренесанс» (фр. renaissance) походить від терміну «la rinascita», котрий вперше вжив Джорджо Вазарі у власному творі " Життєписи найславетніших живописців, скульпторів та архітекторів " (Vite de 'pi eccellenti architetti, pittori, et scultori Italiani), виданої в 1550–1568 рр.
Термін «Відродження» для позначення відповідного періоду ввів французький історик Жюль Мішле, проте швейцарський історик Якоб Буркхардт у своїй книзі «Культура італійського Відродження» (нім. Die Kultur der Renaissance in Italien) розкрив визначення повніше, його інтерпретація лягла підмурками сучасного розуміння італійського Відродження. Видання альбому малюнків «Будівлі сучасного Рима або Збірник палаців, будинків, церков, монастирів, і інших найбільш значних громадських споруд Риму» (difices de Rome moderne ou Recueil des palais, maisons, glises, couvents, et autres monuments publics et particuliers les plus remarquables de la ville de Rome), оприлюднене Полем Ле Таруіллом в 1840 р., викликало зростання загального інтересу до періоду Відродження. Тоді ренесанс вважали стилем, що «наслідував античному». І лише пізніше стало зрозуміло, що доба відродження не обмежилось тільки
відродженням чи «наслідуванням античному», а й запропонувало власні значущі здобутки в архітектурі, літературі, скульптурі, політичній практиці, живопису тощо.

## Періодизація
Зазвичай італійське Відродження поділяється на три періоди. В історії мистецтв можна говорити про розвиток образотворчого мистецтва і скульптури в межах напрямку раннього ренесансу в XIV столітті. В історії архітектури справа йде інакше. Внаслідок економічної кризи XIV століття період Ренесансу в архітектурі розпочався тільки з початком XV століття і тривав до початку XVII століття в Італії і дещо довше за її межами.
Можна виділити три основні періоди:
- Раннє Відродження або кватроченто, приблизно збігається з XV століттям.
- Високе Відродження, перша чверть XVI століття.
- Маньєризм та Пізніше Відродження (суміш двох стилістичних напрямків, бл. 1520—1600).

В інших європейських країнах розвивався свій темп виникнення стилю (що хронологічно не збігається з темпами культурного розвитку в Італії), а саме Відродження починалося не раніше XVI століття, стиль прищеплювався до вже існуючих середньовічних традицій, в результаті чого будівлі доби Відродження в різних регіонах Західної Європи можуть мати мало схожих рис.
В самій Італії архітектура Відродження перейшла в архітектуру маньєризму, представлену в досить різних формах в творах Мікеланджело Буонарроті, Джуліо Романо і Бартоломео Амманаті, яка потім сприяла формуванню італійського бароко.

## Раннє Відродження
В період кватроченто були заново відкриті і сформульовані норми класичної архітектури. Вивчення античних зразків вело до засвоєння класичних елементів архітектури та орнаменту.
Простір, як архітектурний компонент, організовано у відмінному від середньовічних уявлень образі. В його основу встала логіка пропорцій, форма і послідовність частин підпорядкованих геометрії, а не інтуїції, що було характерною рисою середньовічних споруд. Першим зразком періоду можна назвати базиліку Сан-Лоренцо у Флоренції, побудовану Філіппо Брунеллескі (1377—1446).
Впродовж цих десятиліть в мистецтві з'являється прагнення до органічного поєднання середньовічних традицій з елементами, запозиченими із давньоримської архітектури. У храмовому будівництві головним типом споруди залишається базиліка з пласкою стелею або з хрестовими склепіннями, але в елементах — розстановці і обробці колон і стовпів, розподілі арок і архитравів, зовнішньому вигляді вікон і порталів, зодчі орієнтуються на греко-римські пам'ятники в прагненні доброго освітлення великих просторів. Згодом, поступово, і в загальній концепції, і в деталях основою творів стають зразки античного мистецтва, індивідуально трактовані італійськими митцями.
Найчастіше в оформленні будівель присутній коринфський ордер з різноманітними видозміненими капітелями. Новий стиль активно впливає і на нехрамову, тобто світську архітектуру: палаци володарів і князів церкви, міської влади і аристократії. Новітні ренесансні будівлі мають гармонійні і просторі внутрішні двори, обнесені в нижньому та у верхньому поверхах критими галереями на арках, які підтримуються колонами або пілястрами античних зразків. Фасадам надається розміреність по горизонталі за допомогою витончених міжповерхових карнизів і головного карниза, що утворює сильний виступ під дахом (для утворення тіні над вікнами спалень верхніх поверхів).

Італійські архітектурні пам'ятники раннього Відродження розташовані здебільшого у Флоренції, серед них — елегантний і разом з тим простий в технічному рішенні купол собору Санта-Марія-дель-Фйоре (1436) та палаццо Пітті, створені Філіппо Брунеллескі, яке визначило вектор розвитку архітектури Ренесансу. Це палац Ріккарді, побудований Мікелоццо-Мікелоццо, палац Строці архітектора Бенедетто да-Майяно і С. Кронака, палац Гонди (Джуліано да-Сан-Галло), палац Руччеллаі (архітектор Леон-Баттіста Альберті). В Римі можна відзначити малий і великий венеціанські палаци Бернардо ді Лоренцо, Чертоза в Павії Боргоньоне, палаццо Вендрамін-Калерджі П. Ломбардо, Корнер-Спінеллі, Тревизан, Кантаріні і Палац дожів в Венеції. На північ від Альп, а також в Іспанії, Раннє Відродження настає лише в кінці XV століття, і його ранній період триває, приблизно, до середини XVI століття, втім, про створення шедеврів в цей період в інших країнах говорити не можна, бо там їх ще не було.

## Високе Відродження

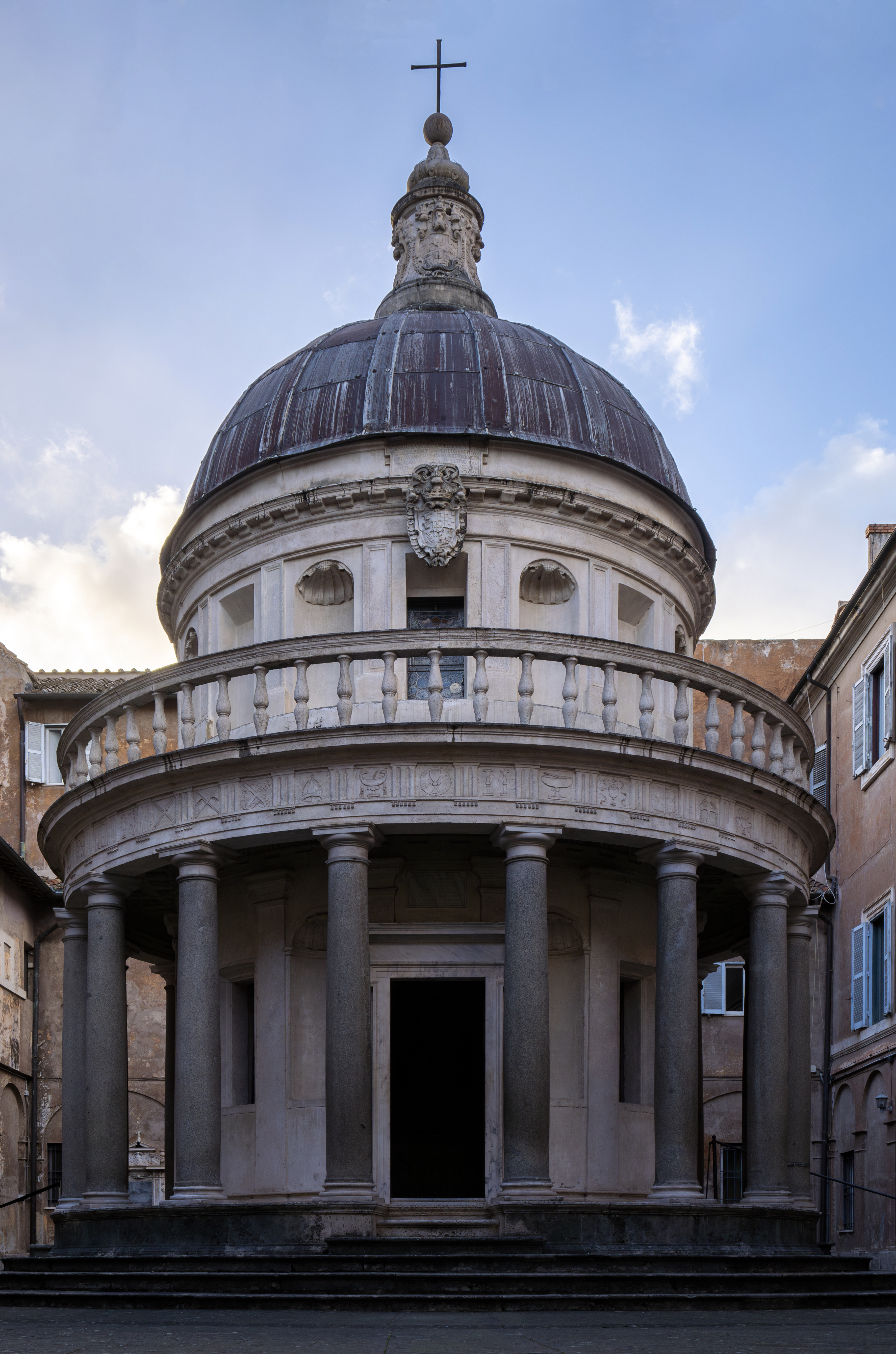
Темп'єтто, храмик-ротонда у дворику монастиря Сан П'єтро ін Монторіо, Рим

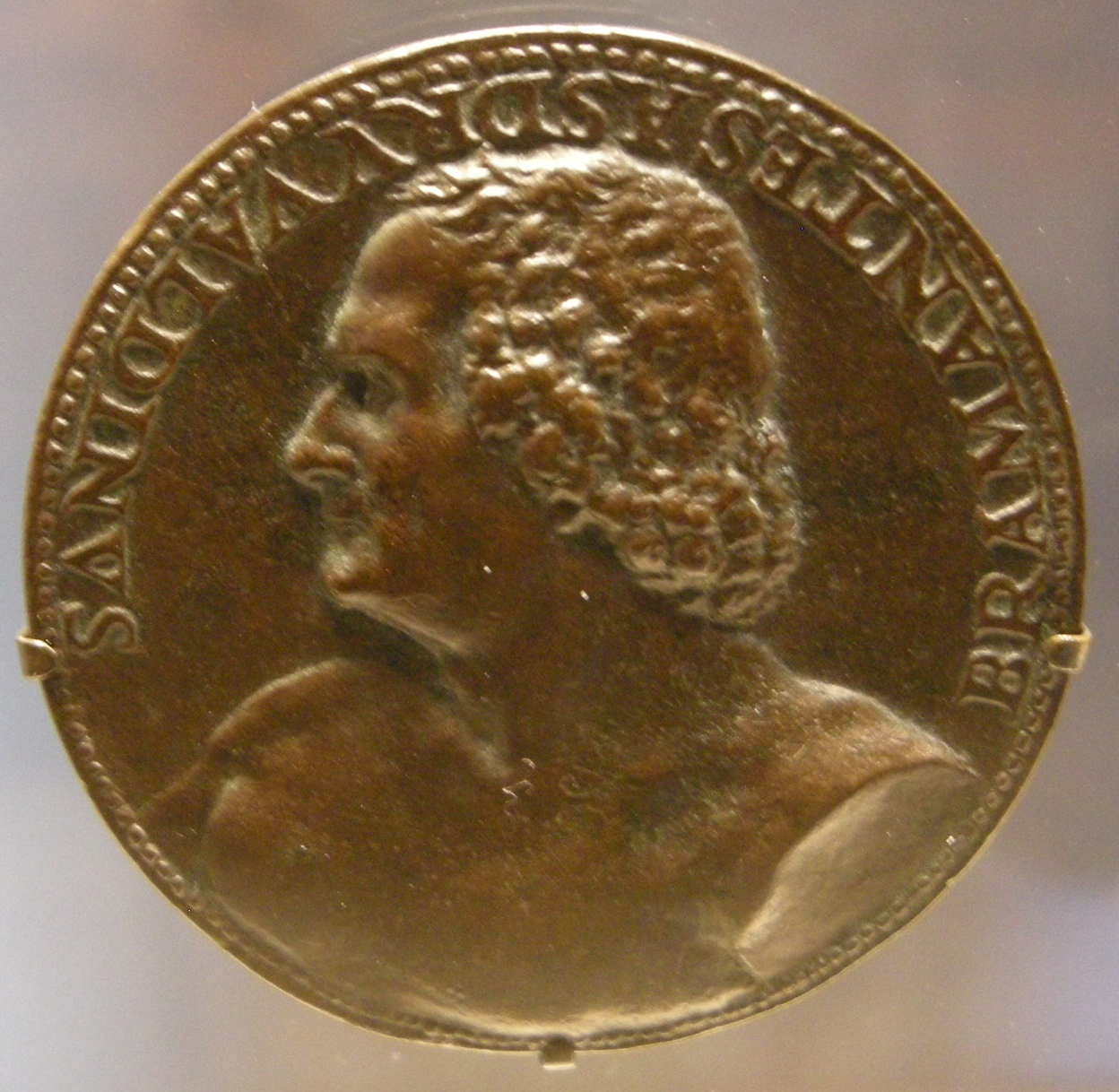
Медальєр Карадоссо, архітектор Донато Браманте, 1506, Національна галерея мистецтв, Вашингтон.

Браманте, проєкт собору Св. Петра, 1-й варіант споруди.

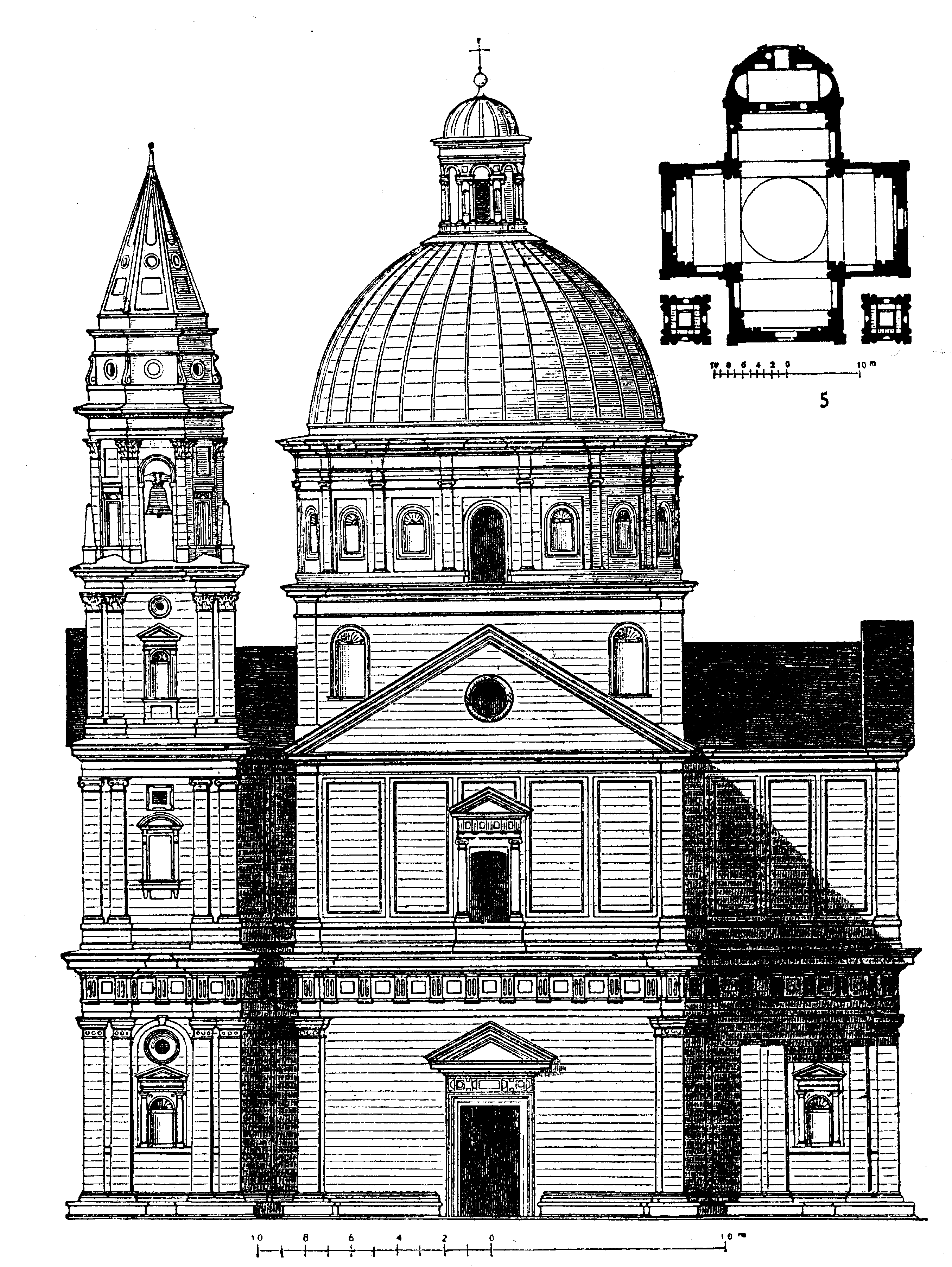
Церква Мадонна ді Сан Б'яджо, Монтепульчіано, поземний план і західний фасад.

Темпьетто у дворі церкви Сан-П'єтро в Монторіо, Рим, 1502, архітектор — Донато Браманте. Храмик зазначає місце, на якому за церковною легендою був страчений святий Петро.
У продовження Високого Відродження уявлення, взяті з античної архітектури, розвивалися і втілювалися на практиці з більшою впевненістю. Зі вступом на папський престол Юлія II (1503) центр італійського мистецтва з Флоренції переміщається в Рим, папа запросив до свого практично феодального двору найкращих художників Італії. При ньому і його найближчих наступників, в Римі твориться низка монументальних будівель, що вважаються шедеврами мистецтва. Вивчення античної спадщини стає ґрунтовнішим, воно відтворюється більш послідовно і строго; релікти середньовічного зникають, мистецтво повністю базується на класичних принципах.
Основні пам'ятники італійської архітектури цього часу — світські будівлі, які відрізняються гармонійністю і величчю своїх пропорцій, витонченістю деталей, обробкою і орнаментацією карнизів, вікон, дверей; палаци з легкими, в основному двоярусними галереями на колонах і стовпах. У храмовому будівництві спостерігається прагнення до колосальності і величності; здійснився перехід від середньовічного хрестового зводу до римського коробового склепіння, куполи спираються на чотири масивних стовпа.
Найкращим представником цього періоду в архітектурі Риму був Донато Браманте (1444—1514), котрий творчо розвинув найкращі здобутки будівель стародавнього Риму. На Темпьетто у дворі церкви Сан-П'єтро в Монторіо (1503) Браманте надихнули ротонди римських храмів. Також Браманте спорудив палаццо делла Канчеллерія, палац Жиро, двір Сен-Дамазо в Ватиканському палаці, а також склав план Собору Святого Петра в Римі і почав зводити споруду. Але навряд чи його можна назвати рабом класичних форм; його стиль визначав італійську архітектуру протягом усього XVI століття.
Його послідовниками були Бальдассаре Перуцці, найкращі твори якого — Фарнезінская вілла і палаццо Масами в Римі, багато обдарований Рафаель Санті (художник і архітектор), що побудував палац Пандольфіні у Флоренції, Антоніо да Сангалло, який побудував палаццо Фарнезе в Римі.
Також розвивалася і венеціанська архітектурна школа, головним представником якої був Якопо Татти Сансовіно, що вибудував бібліотеку святого Марка і палаццо Корнер. В другій половині XVI століття в італійській архітектурі відбуваються зміни, обумовлені прагненням художників надто точно відтворювати класичні зразки, чому стали присвячуватися цілі трактати, проте зводяться споруди продовжують відрізнятися добірністю і розмаїттям.
Крило Луврського палацу, найстаріша збережена частина будівлі, побудована П'єром Леско в середині XVI століття.
Головними представниками архітектури цього часу були Віньола, що побудував Іль-Джезу в Римі і віллу Фарнезе в Вітербо, живописець і біограф художників Вазарі, останнім побудований палац Уффіци у Флоренції, Андреа Палладіо, який створив кілька палаців, базилік і олімпійський театр в Віченці, генуезець Галеаццо Алессі, який звів церкву Мадонни та Кариньян, палац Спинола і палац Саулі в Генуї.
За межами Італії час розквіту Ренесансу настав через півстоліття, італійський стиль поширюється по Європі, але при цьому змінюється, вбираючи місцеві архітектурні традиції. У Франції до архітектури високого Відродження можна віднести: створений П. Леско західний фасад Луврського палацу в Парижі, королівський замок в Фонтенбло, замок Ані і Тюїльрі (архітектор Філібер Делорм) ; Екуанскій замок, палац в Блуа; в Іспанії — палац Ескоріал X. де Толедо і X.де Еррера, в Німеччині — частина Гейдельберзького замку, Альтенбурзька ратуша, сіни Кельнської ратуші, Фюрстенгоф в Вільмар та інші.

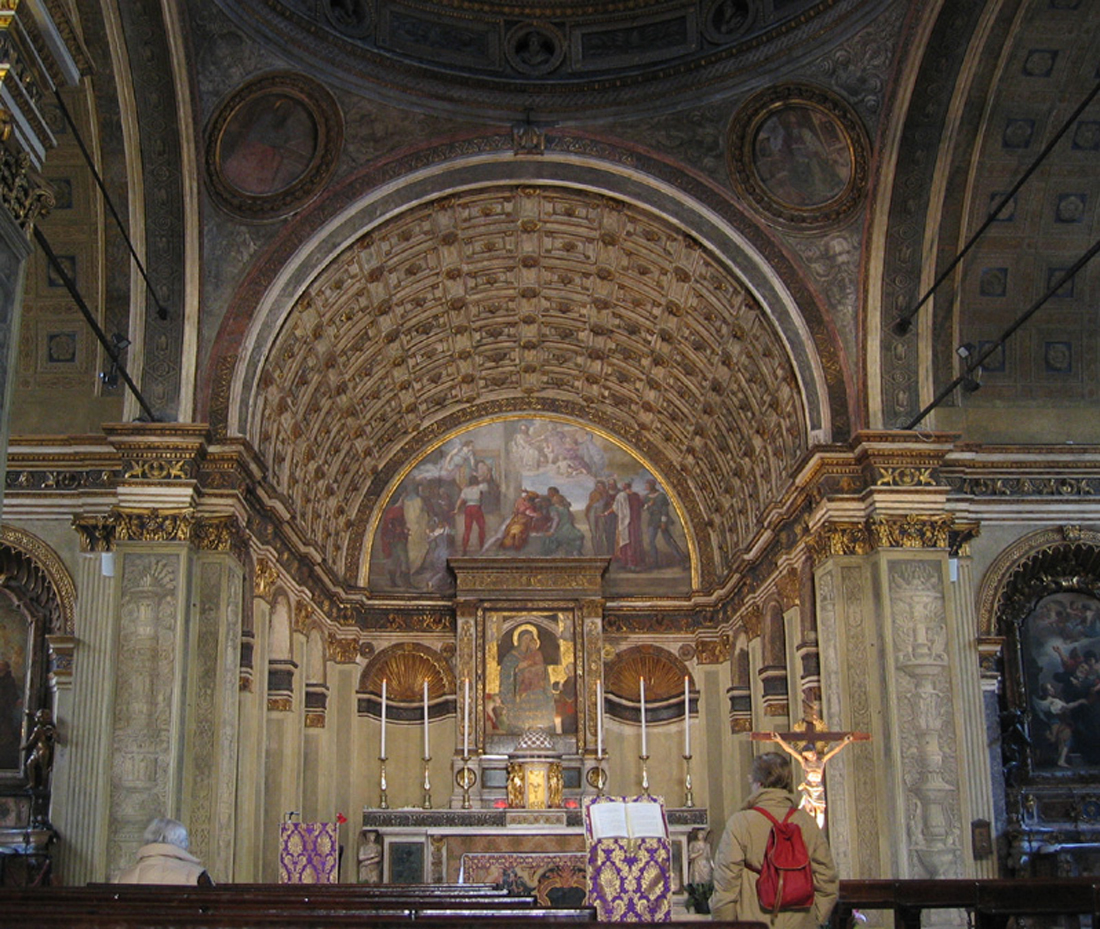
Церква Санта Марія прессо Сан Сатіро, Мілан
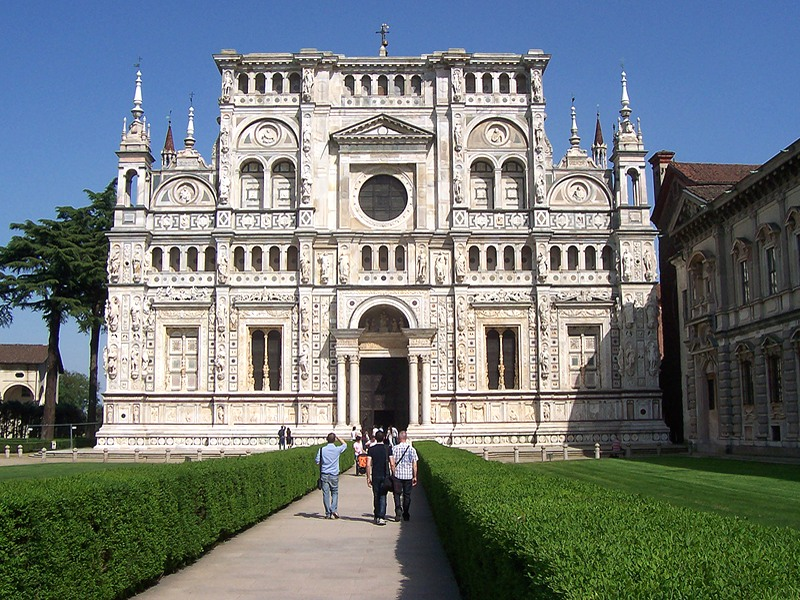
Церква монастиря Чертоза-ді-Павія, Чертоза-ді-Павія
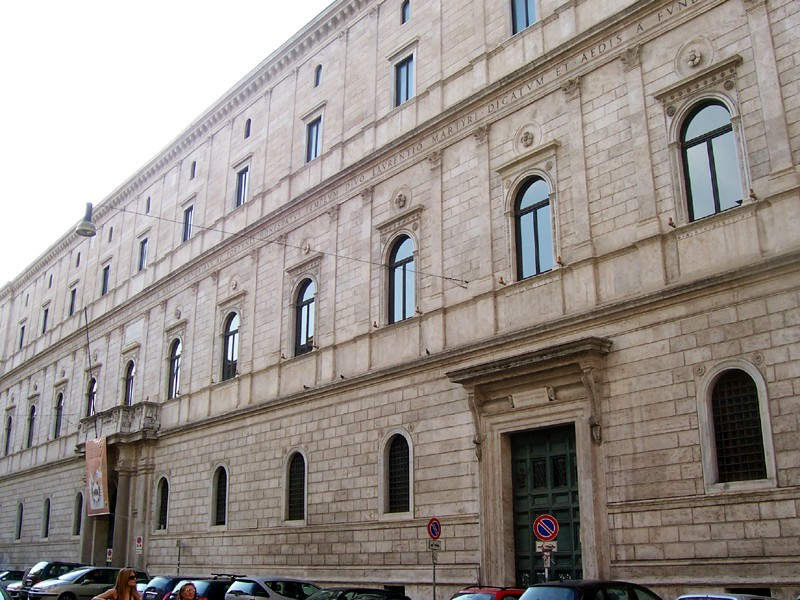
Палаццо Канчеллерія, Рим
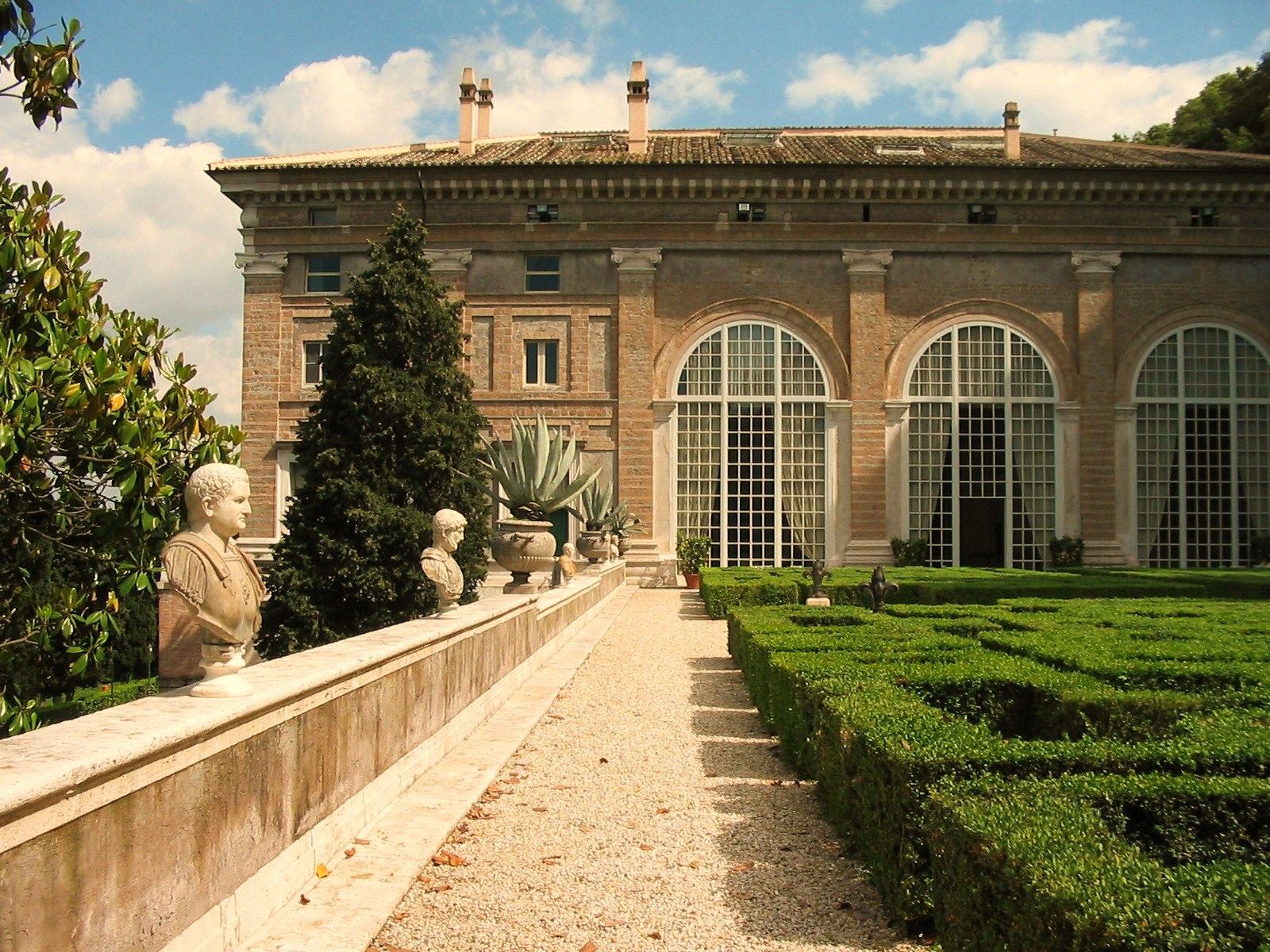
Вілла Мадама, Рим, покинута недобудованою

## Пізнє Відродження та маньєризм
В архітектурі проводився експеримент з формами, розробкою і комбінуванням античних образів, з'являється ускладнення деталей, вигин, заломлення, вигадлива орнаментація, велика щільність колон, напівколон і пілястр в просторі. Підкреслюється більш вільне співвідношення простору і матерії. Згодом з цієї тенденції розвинувся стиль бароко, а потім, в XVIII столітті, стиль рококо. Аж до XX століття поняття «маньєризм» мало негативну конотацію («манірний», «дивацький», «химерний»), але до теперішнього часу термін використовується тільки для опису відповідного історичного періоду, і, загалом, нейтральний.
Основоположником напрями маньєризму в архітектурі можна назвати Мікеланджело (1475—1564), у творчості якого проявляється тенденція вільної інтерпретації принципів і форм античного мистецтва. Мікеланджело створив усипальницю Медічі в церкви Сан-Лоренцо у Флоренції, купол Собору святого Петра, проєкт забудови Капітолійського пагорба в Римі. Йому приписують створення «гігантського ордера» — пілястри, який тягнеться від основи до антаблементу фасаду.
Іншим прикладом цього стилю в архітектурі є Палаццо дель Те роботи Джуліо Романо в місті Мантуя, з його величезними внутрішніми дворами, лоджіями, мостами, русторованимі стінами, парковими гротами і великими фресками в інтер'єрах.

## Палаццо дель Те, Мантуя

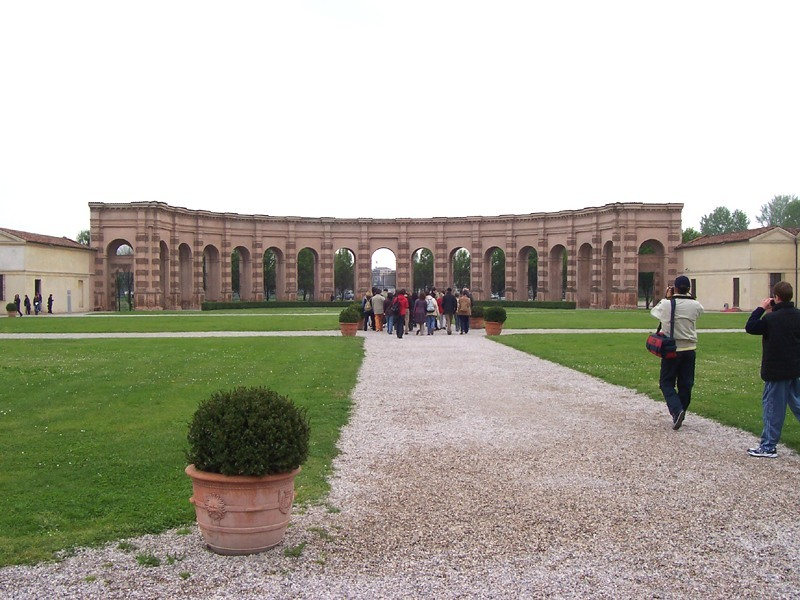
Брама палацу дель Те
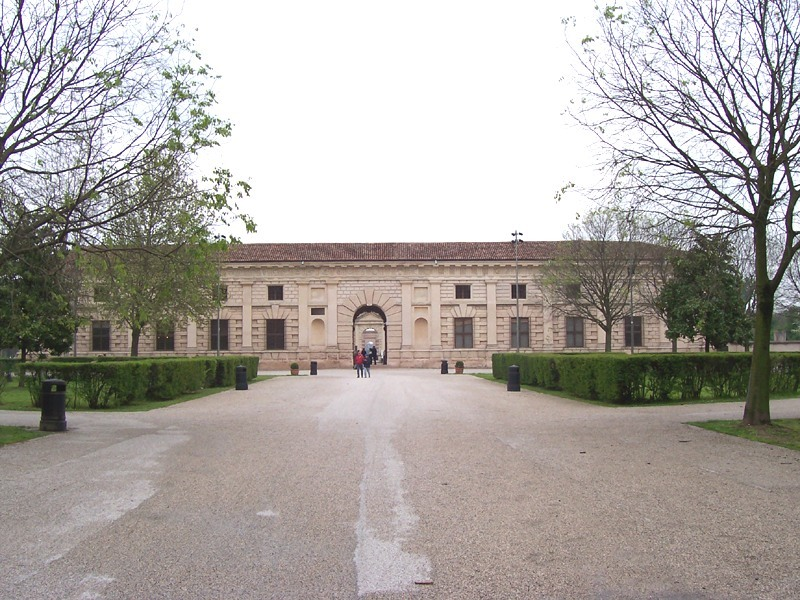
Двір палацу дель Те
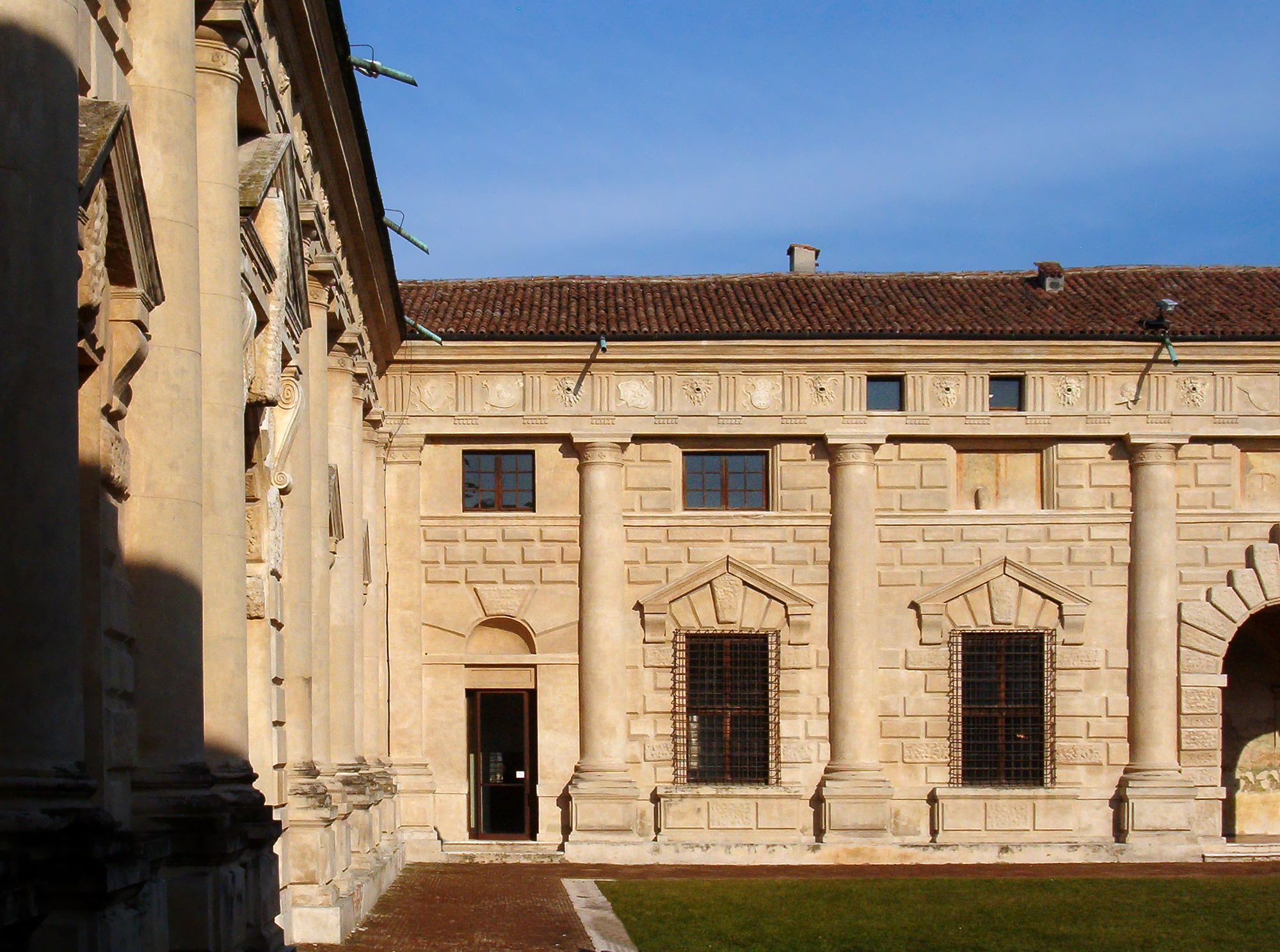
Фасади палацу дель Те
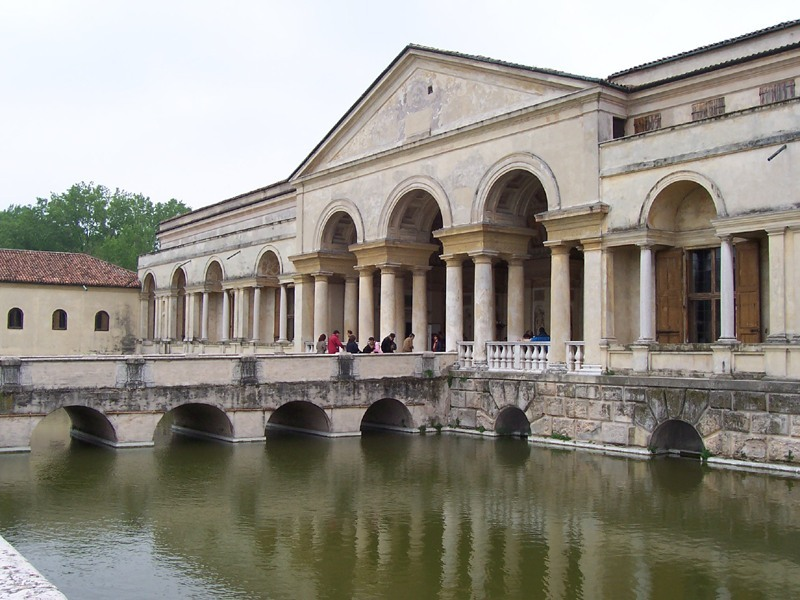
Місток через ров з водою

## Характеристика архітектури Відродження
Сант-Агостіно, Рим, Джакомо Пьєтрасанта, 1483
Архітектори епохи Відродження запозичили характерні риси римської класичної архітектури. Тим не менш, форма будівель та їх призначення, як і основні принципи містобудування, змінилися з античних часів. Римляни ніколи не будували будівель, подібних церквам раннього періоду розвитку відродженого класичного стилю або особнякам фінансово успішних купців XV століття. У свою чергу в описуваний час не було потреби зводити величезні споруди для проведення спортивних змагань або громадські лазні, які будували римляни. Класичні норми вивчалися і відтворювали для того, щоб служити сучасним на той час завданням.

## Планові рішення

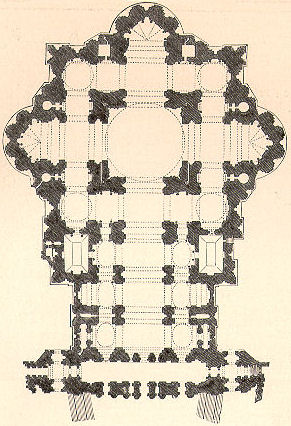
План Собору Святого Петра
(за Мікеланджело)

План будівель епохи Відродження визначено прямокутними формами, симетрією і пропорцією, заснованої на модулі. У храмах модулем часто є ширина прольоту нефа. Проблему цілісної єдності конструкції і фасаду вперше усвідомив Брунеллески, хоча він і не вирішив остаточно проблему ні в одній зі своїх робіт. Вперше цей принцип проявляється в будівлі Альберти — це базиліка ді Сант Андреа в Мантуї. Удосконалення проєкту світського будівлі в стилі Відродження почалося в XVI столітті і вищої точки досягла в творчості Палладіо.

## Архітектурна графіка Мікеланджело (1475—1564)

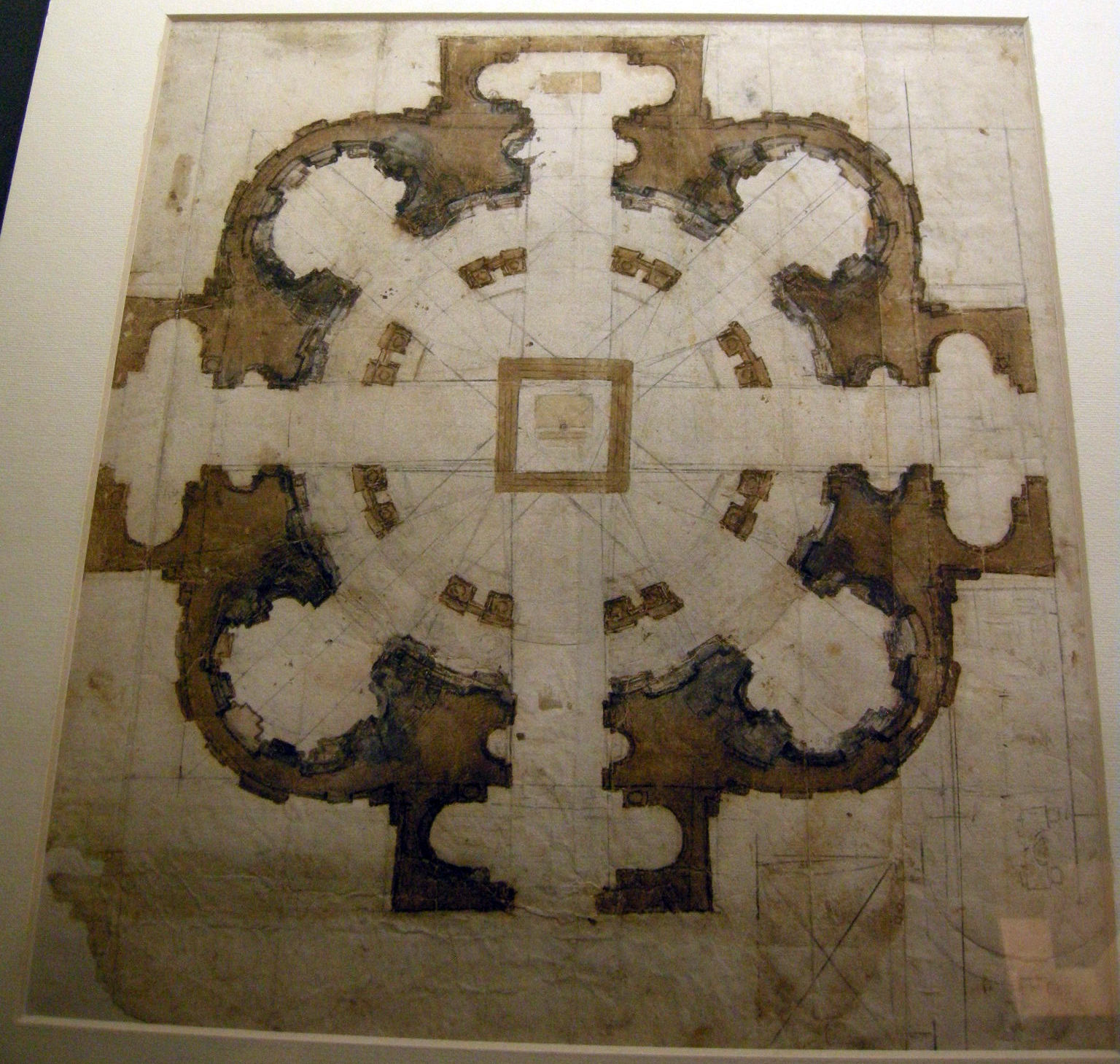
Проєкт плану церкви Сан Джованні деі Фйорентіні для Риму.
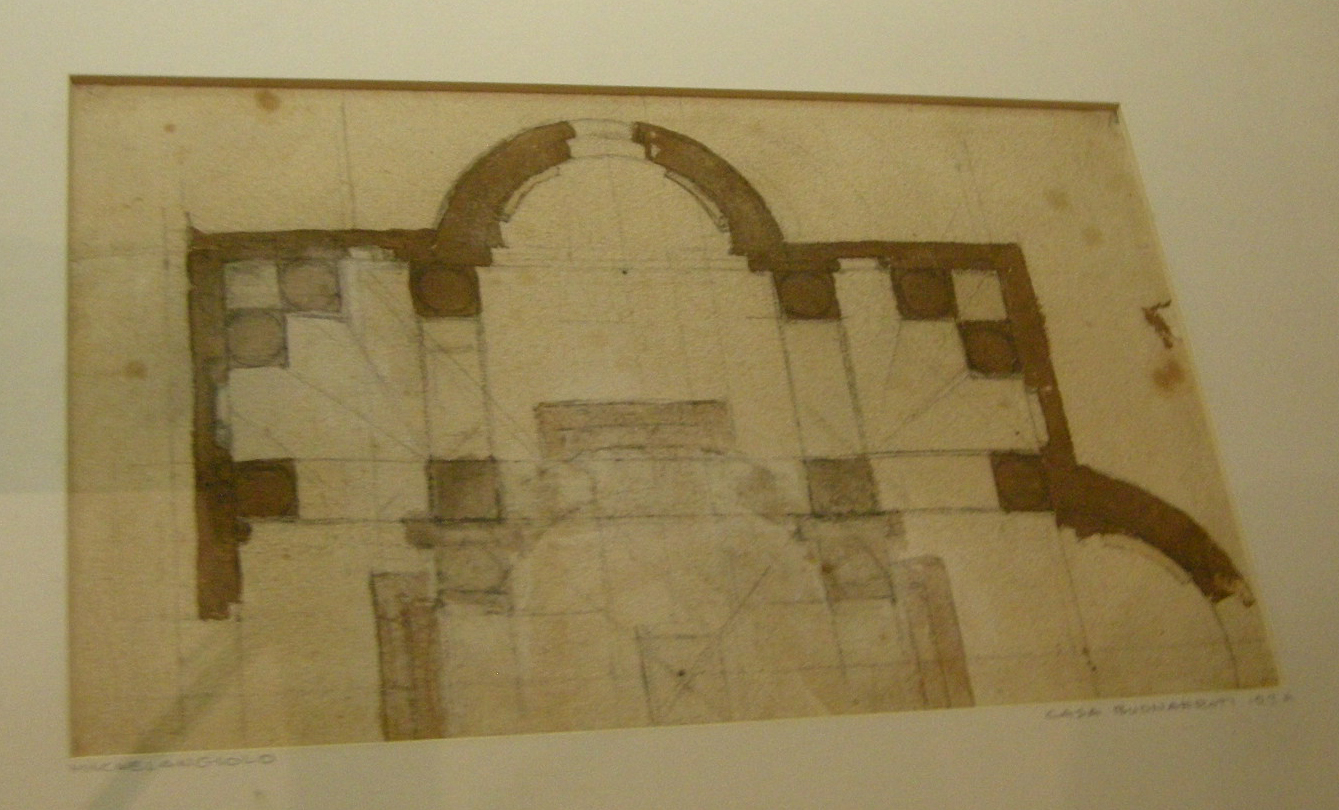
Мікеланджело. Проробка вівтарної частини.
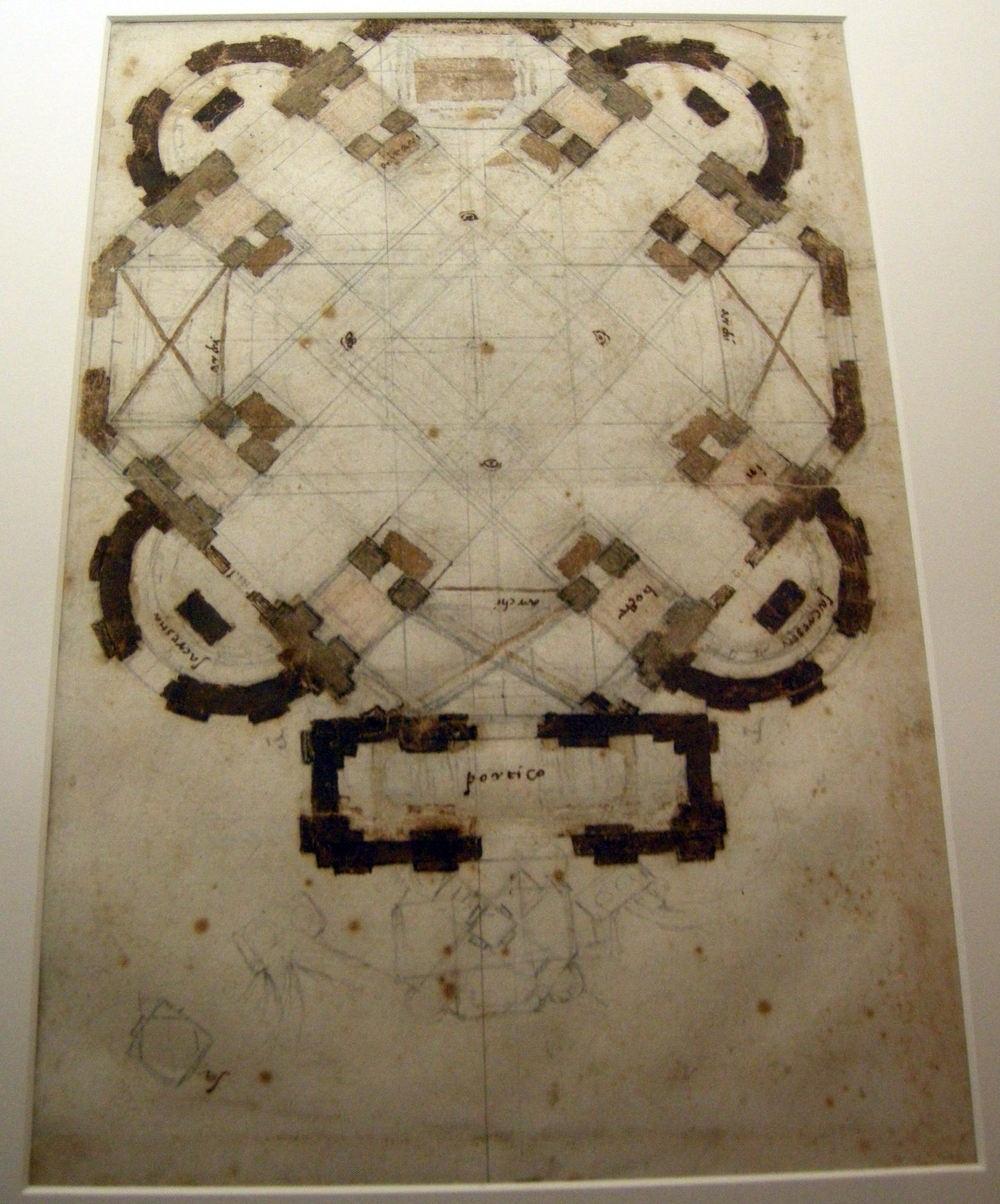
Варіант плану церкви Сан Джованні деі Фйорентіні для Риму (не здійснено).

## Фасад

Падаццо Ручеллаї, головний фасад. Флоренція.

Фасад симетричний відносно вертикальної осі. Розташування колон і вікон передає прагнення до центру. Першим фасадом в стилі Відродження можна назвати фасад кафедрального собору міста П'єнца (1459—1462), котрий відносять до творів флорентійського архітектора Бернардо Гамбареллі (відомий під ім'ям Росселліні), можливо, що і Альберти мав відношення до створення головного храму міста.
Житлові будинки часто мають карниз, на кожному поверсі розташування вікон і супутніх деталей повторюється, головні двері відзначена деякою рисою — балкон або оточення рустом. Одним із прототипів такої організації фасаду був палац Ручеллаї у Флоренції (1446—1451) з трьома поверховими декораціями пілястр на головному фасаді.